# Província de Khouribga
La província de Khouribga (en àrab إقليم خريبكة, iqlīm Ḫurībga) és una de les províncies del Marroc, fins 2015 part de la regió de Chaouia-Ouardigha i actualment de la de Béni Mellal-Khénifra. Té una superfície de 4.250 km² i 499.144 habitants censats en 2004. La capital és Khouribga.
Limita al nord amb les províncies de Benslimane i de Khemisset, a l'est amb la província de Khénifra, al sud amb les províncies de Béni Mellal i de Fquih Ben Salah i a l'oest amb la província de Settat.

## Divisió administrativa
La província de Khouribga consta de 5 municipis i 26 comunes:
| Nom            | Codi geogràfic | Tipus        | Llars | Població (2004) | Estrangers | Nacionals | Notes                                                                                        |
| -------------- | -------------- | ------------ | ----- | --------------- | ---------- | --------- | -------------------------------------------------------------------------------------------- |
| Bejaad         | 311.01.01.     | Municipi     | 8728  | 40513           | 7          | 40506     |                                                                                              |
| Boujniba       | 311.01.03.     | Municipi     | 2993  | 15041           | 2          | 15039     |                                                                                              |
| Hattane        | 311.01.05.     | Municipi     | 2055  | 10284           | 0          | 10284     |                                                                                              |
| Khouribga      | 311.01.07.     | Municipi     | 33519 | 166397          | 75         | 166322    |                                                                                              |
| Oued Zem       | 311.01.09.     | Municipi     | 17387 | 83970           | 24         | 83946     |                                                                                              |
| Ain Kaicher    | 311.03.01.     | Comuna rural | 882   | 5008            | 0          | 5008      |                                                                                              |
| Bni Bataou     | 311.03.03.     | Comuna rural | 911   | 5660            | 0          | 5660      |                                                                                              |
| Bni Zrantel    | 311.03.05.     | Comuna rural | 1213  | 7084            | 0          | 7084      |                                                                                              |
| Boukhrisse     | 311.03.07.     | Comuna rural | 893   | 5694            | 0          | 5694      |                                                                                              |
| Chougrane      | 311.03.09.     | Comuna rural | 1288  | 8113            | 0          | 8113      |                                                                                              |
| Oulad Gouaouch | 311.03.11.     | Comuna rural | 548   | 3094            | 0          | 3094      |                                                                                              |
| Rouached       | 311.03.13.     | Comuna rural | 692   | 4720            | 0          | 4720      |                                                                                              |
| Tachrafat      | 311.03.15.     | Comuna rural | 628   | 3417            | 0          | 3417      |                                                                                              |
| Bir Mezoui     | 311.05.01.     | Comuna rural | 1190  | 6604            | 1          | 6603      |                                                                                              |
| Bni Ykhlef     | 311.05.03.     | Comuna rural | 1606  | 9553            | 0          | 9553      |                                                                                              |
| Boulanouare    | 311.05.05.     | Comuna rural | 2644  | 13736           | 3          | 13733     | 10469 residents viuen al centre. anomenat Boulanouare; 3267 residents viuen en zones rurals. |
| Lagfaf         | 311.05.07.     | Comuna rural | 1499  | 8250            | 0          | 8250      |                                                                                              |
| El Foqra       | 311.05.09.     | Comuna rural | 661   | 4211            | 0          | 4211      |                                                                                              |
| M'Fassis       | 311.05.11.     | Comuna rural | 1069  | 5619            | 2          | 5617      |                                                                                              |
| Oulad Abdoune  | 311.05.13.     | Comuna rural | 2254  | 14690           | 0          | 14690     |                                                                                              |
| Oulad Azzouz   | 311.05.15.     | Comuna rural | 1498  | 9434            | 0          | 9434      |                                                                                              |
| Ait Ammar      | 311.07.01.     | Comuna rural | 823   | 4594            | 0          | 4594      |                                                                                              |
| Bni Smir       | 311.07.03.     | Comuna rural | 1434  | 7766            | 0          | 7766      |                                                                                              |
| Braksa         | 311.07.05.     | Comuna rural | 1242  | 7334            | 0          | 7334      |                                                                                              |
| Kasbat Troch   | 311.07.07.     | Comuna rural | 1355  | 8699            | 0          | 8699      |                                                                                              |
| Lagnadiz       | 311.07.09.     | Comuna rural | 1166  | 7338            | 5          | 7333      |                                                                                              |
| Maadna         | 311.07.11.     | Comuna rural | 1053  | 6283            | 0          | 6283      |                                                                                              |
| Oulad Aissa    | 311.07.13.     | Comuna rural | 978   | 6148            | 0          | 6148      |                                                                                              |
| Oulad Boughadi | 311.07.15.     | Comuna rural | 1563  | 8661            | 0          | 8661      |                                                                                              |
| Oulad Fennane  | 311.07.17.     | Comuna rural | 1423  | 8465            | 0          | 8465      |                                                                                              |
| Oulad Ftata    | 311.07.19.     | Comuna rural | 448   | 2764            | 0          | 2764      |                                                                                              |